# Atentado con bomba en el autobús de Herāt de 2022
El atentado con bomba en el autobús de Herat de 2022 sucedió el 22 de enero de 2022 cuando una bomba explotó en una minivan de transporte público abarrotada en Herat, Afganistán. Mató al menos a siete civiles e hirió a otros nueve.
La bomba estaba adherida al tanque de combustible del vehículo. Ningún grupo se atribuyó la responsabilidad del ataque, que los talibanes dijeron que investigarán.
Tres de los heridos resultaron gravemente heridos. El autobús estaba ubicado en un barrio de mayoría chiita.